# Escoles municipals (Argentona)
Les Escoles municipals és una obra d'Argentona (Maresme) inclosa a l'Inventari del Patrimoni Arquitectònic de Catalunya.

## Descripció
És un edifici de tres cossos. Del cos central, amb planta baixa i pis, en sobresurt una estructura més avançada amb teulada a dues aigües i escalinates frontal i laterals d'accés al porxo d'entrada. Els cossos laterals són d'una sola planta. El semisoterrani de la façana principal es transforma en planta baixa a la part posterior, pati, aprofitant el desnivell del terreny.
Les Escoles Municipals d'Argentona foren inaugurades l'any 1932 pel president de la Generalitat de Catalunya, Francesc Macià. La utilització actual de l'edifici segueix sent d'escola.